# (1797) Schaumasse
(1797) Schaumasse – planetoida z pasa głównego planetoid okrążająca Słońce w ciągu 3 lat i 127 dni w średniej odległości 2,24 au. Została odkryta 15 listopada 1936 roku w Observatoire de Nice przez André Patry. Nazwa planetoidy pochodzi od Alexandra Schaumasse'a (1882-1958), francuskiego astronoma. Przed nadaniem nazwy planetoida nosiła oznaczenie tymczasowe (1797) 1936 VH.